# Palikur (langue)
Cet article concerne la langue palikur. Pour le peuple palikur, voir Palikur.
Le palikur est une langue arawak parlée par les Amérindiens de la Nation Palikur.

## Répartition géographique
Cette langue est parlée de chaque côté de la frontière entre la Guyane française et le Brésil par près d'un millier de locuteurs, répartis presque à égalité entre les deux pays.

## Particularités
Cette langue possède deux mots pour le concept de « nous ».